# César Lizano
César Lizano, född 7 mars 1982, är en friidrottare från Costa Rica. Han deltog vid olympiska sommarspelen 2012.